# 1962-es magyar tekebajnokság
Az 1962-es magyar tekebajnokság a huszonnegyedik magyar bajnokság volt. A férfiak bajnokságát július 28. és 29. között rendezték meg Győrben, a Vasas ETO pályáján, a nőkét július 7. és 8. között Budapesten, az Erőmű Budafoki utcai pályáján.

## Eredmények
| Versenyszám  | Arany                     | Arany | Ezüst                           | Ezüst | Bronz                           | Bronz |
| ------------ | ------------------------- | ----- | ------------------------------- | ----- | ------------------------------- | ----- |
| Férfi egyéni | Révész Jenő Újpesti Dózsa | 918   | Varga Miklós Győri Vasas ETO    | 883   | Szabó József Bp. Előre          | 881   |
| Női egyéni   | Kustán Jánosné Csepel SC  | 460   | Györkös Gyuláné Magyar Likőr SK | 457   | Simor Magda Rózsa Ferenc Építők | 441   |